# Paekakariki
Paekakariki (Pʌɪ-ka-KA-ri-ki), est une localité connue dès avant 1905 sous le nom de Paikakariki, qui est située dans le district de la côte de Kapiti dans le sud-ouest de l ’Île du Nord de la Nouvelle-Zélande.

## Situation
Elle est située à 22 km au nord de la ville de Porirua et à 45 km au nord-est de Wellington, la capitale du pays.

## Population
La population de Paekakariki était lors du recensement de 2001 en Nouvelle-Zélande de 1 731 habitants.
Elle diminua à 1 602 résidents en 2006 .

## Toponymie
Le nom en langage Māori signifie "perchoir du kakariki (perroquet vert)".
Le nom de la ville s’écrivait  Paikakariki avant 1905 .
Paikakariki: A Sonnett est le titre de l’un des 1 867 poèmes écrits par “Wlliam Golder” .

## Géographie
Paekakariki siège sur une zone rétrécie de l’étroite plaine costale située entre la Mer de Tasman et la chaîne de Akatarawa (en) (une pointe de la chaîne des Monts Tararua) et qui était une zone de passage importante pour les transports à pieds.
Vers le sud, la route State Highway 1/S H 1 grimpe en direction de localité de Porirua.
Vers le nord, la plaine s’étend vers l’intérieur à partir de la côte de Kapiti ; au niveau de  la route Highway 1  et la ligne de chemin de fer de la ligne principale de l’île du Nord (en), qui circulent étroitement parallèles entre la côte et les collines .

## Histoire

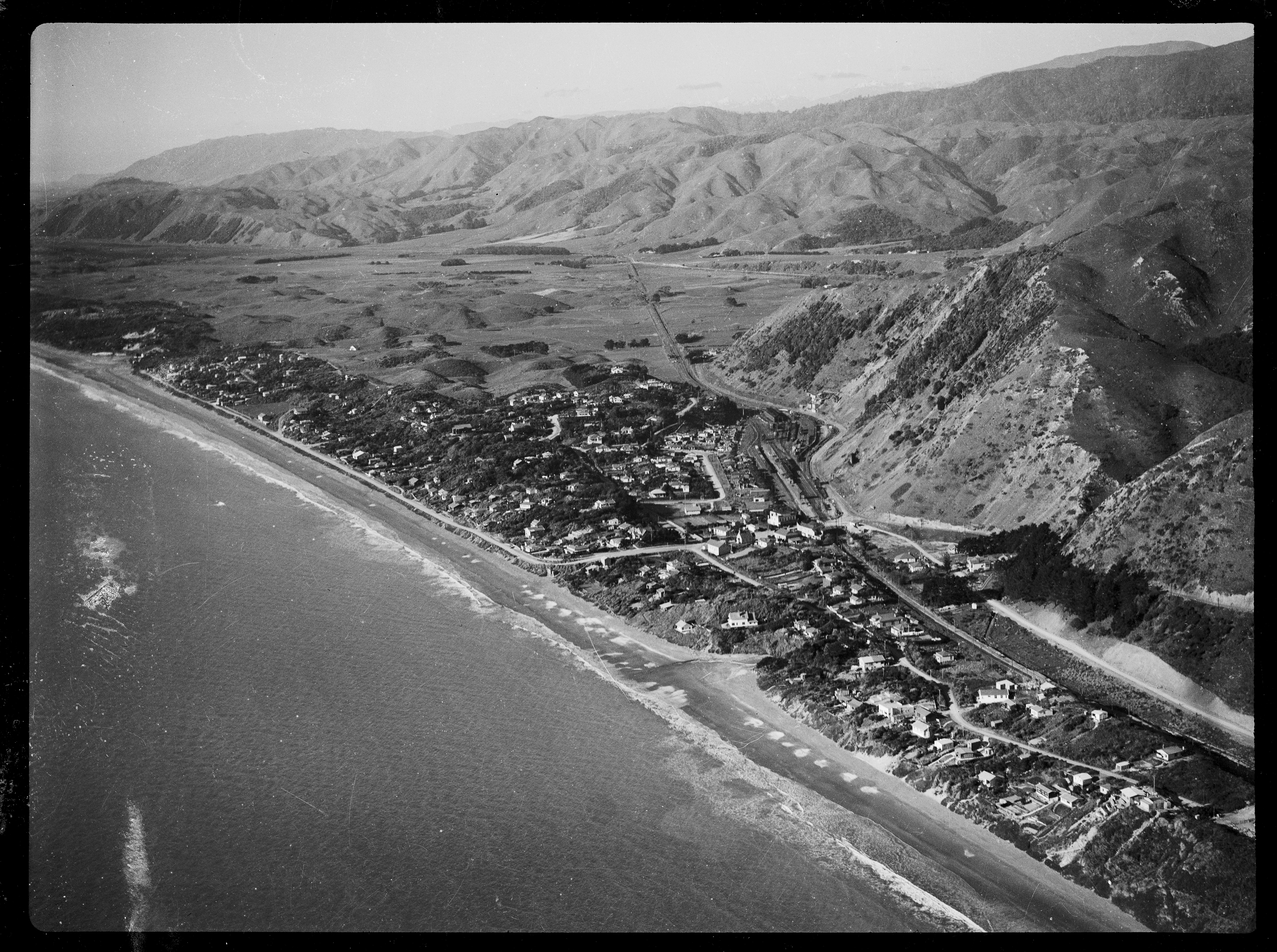
Vue aérienne de Paekakariki, entre 1920 et 1940

Immédiatement avant la colonisation par les européens, le secteur a été le siège d’un épisode historique violent du fait principalement de la présence du grand guerrier et leader Māori : Te Rauparaha, dont le pa était tout proche sur l'île de Kapiti.
Il mourut en 1849, la même année que fut terminée la route reliant Paekakariki avec Porirua.

### Chemin de fer
L’histoire de la ville de Paekakariki est étroitement liée avec le développement du chemin de fer, et il y a un musée au niveau de la  gare de Paekākāriki (en) commémorant cet héritage.
En 1886, la ligne de la compagnie de Wellington et Manawatu (en) allant de la capitale Wellington à la ville Longburn fut terminée et Paekakariki devint un arrêt important sur le trajet.
En 1908, la ligne fut incorporée dans le réseau national du département des chemins de fer de la Nouvelle-Zélande ou NZR (en) et devint une partie du ligne principale de l’Île du Nord (en) reliant Wellington et la ville d’Auckland, qui est la ligne la plus importante de l’Île du Nord.
En 1917, la NZR retira ses wagons-restaurants du fait des difficultés économiques liées à la Première Guerre mondiale  et Paekakariki devint un arrêt essentiel pour le rafraîchissement sur le trajet vers le nord.
Cette mesure, initialement temporaire, persista et les wagons-restaurants ne revinrent pas pendant une décennie et ainsi le statut de Paekakariki persista jusqu’en 1960.
L'importance du dépôt de locomotive déclina graduellement du fait de l’absence de la nécessité de changer de machine de traction et actuellement seules les unités électriques multiples de la classe FP/FT "Matangi" (en) sont stockées à cet endroit.
Le dépôt des vieilles locomotives à vapeur est maintenant la localisation de l’Engine Shed, la base de la Steam Incorporated (en), une des premières sociétés de préservation de matériel de chemin de fer.
Le Paekakariki Station Precinct Trust (en) a été constitué pour gérer le secteur de la gare, comprenant le musée et le dépôt des machines de la Steam Incorporated, et pour l‘établir fermement comme une attraction historique et touristique.
Un des bâtiments notables du point de vue historique était l’ancien restaurant nommé « Le 1906 », actuellement inoccupé et en voie de démolition pour laisser le passage à un échangeur de l’autoroute.

### Camps militaires
Durant la Seconde Guerre mondiale, Paekakariki a servi comme l’une des bases majeures pour les US Marines se battant dans le cadre de la Guerre du Pacifique.
Il y avait 3 camps principaux, tous situés ou adjacents à ce qui est à présent le Parc de la Reine Elizabeth (en).
Au pic de l’occupation des camps, il y a eu plus de 20,000 soldats américains stationnés dans la région, significativement plus que de résidents locaux.
Les camps étaient utilisés pour les besoins de l’entraînement aussi bien que pour le repos ou les loisirs, pour ceux, qui revenaient des zones de combats dans le Pacifique.
Les collines raides de Paekakariki constituaient des terrains adaptés pour les marches et la pratique des tirs de mortiers, alors que ses plages étaient utilisées pour les exercices d’invasion amphibie.
Elles furent la scène d’une tragédie en juin 1943 quand un engin de débarquement fut coulé par une vague lors d’un exercice d’entraînement de nuit.
9 hommes furent noyés dans les eaux profondes selon le rapport officiel mais des rumeurs locales font états de pertes plus importantes.
L’incident ne fut pas rapporté à cette époque du fait de la censure due à la période de la guerre  , .
Alors que la base américaine à Paekakariki a eu une existence de seulement quelques années, elle eut un impact important et durable sur la région .
Plusieurs emplacements locaux gardent en souvenir les noms de cette présence en temps de guerre: rue de la Bataille de Tarawa, par exemple, commémore, même après l’abandon du camp en octobre 1943, l’une des plus sanglantes batailles de la guerre du Pacifique à laquelle ont participé les marines stationnés là,

## Dans la culture populaire
- La ville fut immortalisée dans la chanson comme un lieu pratiquement mythique nommé «Paekakariki Beach », par le groupe de rock britannique New Model Army, qui fut écrite en 1999 [7];

- La ville apparaît aussi dans un documentaire des  frères Simmonds , dont le titre est ironiquement : "Paekakariki: Centre de l'Univers".
- L'écrivain américain Leon Uris fut stationné comme marine dans le camp de Paekakariki durant la Deuxième guerre mondiale. Il a dressé un tableau de son expérience quand il a écrit la nouvelle Battle Cry.(Le Cri de la victoire )

## Autres lectures
- (en) Justin Sullivan, « Paekakariki Beach Lyrics » [archive du 14 décembre 2006], Attack Attack Music/Warner Chappell Music Ltd (consulté le 28 février 2007)